# Proceso de Jesús (obra de teatro)
Proceso de Jesús (Processo a Gesù) es una obra de teatro del dramaturgo italiano Diego Fabbri, estrenada en 1955.

## Argumento
Un grupo de actores judíos pone en escena cada noche una obra de teatro sobre la figura de Jesús de Nazaret, en la que enfocan la historia del Mesías desde un punto de vista estrictamente jurídico, con la perspectiva de determinar si, mediante un fingido proceso judicial, merece absolución o condena. 
Los cuatro actores que interpretan los jueces son Elías y su esposa, Rebecca, además de la hija Sara y David. Los actores sortean en cada función los personajes a los que deben defender. Elías es el juez, mientras que los otros defienden a Caifás, Pilatos y Jesús mismo. 
Una quinta persona representa a la acusación. La negativa de Sara a defender a Pilatos, el papel que le toca en la noche de la actuación, hace que el público elija un quinto juez para cubrir la vacante. Sara, ya cansada de la representación, propone, para innovar, dar voz a otras figuras históricas que actuarían como testigos: los actores de este modo pasan a dar vida a María Magdalena, María, José o Judas, provocando de este modo un trasvase del enfoque jurídico inicial a otro más estrictamente humano. 
El segundo acto se abre con la participación del público, algunos de cuyos miembros, interpretados por actores, suben al escenario para expresar sus pensamientos sobre Jesús: se trata de una prostituta, un sacerdote, un seminarista que ha abandonado el seminario, un ciego, y señoras de la limpieza. El proceso se vuelve cada vez más personal y emotivo. El proceso finalmente se centra más en el cristianismo que en la singular persona de Jesús, con el colofón del testimonio de la señora de la limpieza, para la que, sin la figura del Mesías, a la gente sencilla que no le queda nada.

## Representaciones destacadas
- Piccolo Teatro, Milán. 2 de marzo de 1955.
  - Intérpretes: Tino Carraro, Sergio Fantoni, Augusto Mastrantoni, Checco Rissone, Miranda Campa, María Rosa Gallo, Francesco Mulè.

- Teatro Español. Madrid, 1956.
  - Dirección: José Tamayo.
  - Intérpretes: Manuel Dicenta, Blanca de Silos, Milagros Leal, María Dolores Pradera, Asunción Balaguer, Andrés Mejuto, Ana María Noé, Társila Criado, Félix Navarro y José Segura

## Versión para televisión
El 25 de marzo de 1964, Televisión española emitió una versión dentro del espacio Primera fila, interpretada por María Dolores Pradera, Fernando Cebrián, Tomás Blanco, María del Puy, Félix Dafauce, Ignacio de Paúl, Ana María Noé, Pastora Peña, Ángel Picazo, Emiliano Redondo.

## Versión cinematográfica
Hay una película de cine española, dirigida en 1974 por José Luis Sáenz de Heredia, con el título de Proceso a Jesús, basada en la obra de Fabbri, con actuación principal de José María Rodero, Julia Gutiérrez Caba y Andrés Mejuto.